# Три, Оливер
Оливер Три Никелл (англ. Oliver Tree Nickell; род. 29 июня 1993, Санта-Круз, Калифорния) — американский певец, продюсер и комик. Артист подписал контракт с Atlantic Records в 2017 году, после того как его песня «When I’m Down» стала вирусной. Наиболее высокое место в чартах из его песен заняла «Life Goes On».

## Ранние годы
Оливер Три вырос в Санта-Крузе. По его словам, он начал брать уроки игры на пианино в 3 года, через год начал писать песни, и к 6 годам написал целый альбом. Он пел и играл на гитаре в ска группе под названием Irony, которая была его первым опытом в выступлениях. В старших классах Три заинтересовался хип-хопом и электронной музыкой. Позже стал диджеем в группе Mindfuck. Он участвовал на разогреве у таких исполнителей, как Tyler, the Creator, Nero и Frank Ocean, и начал выпускать свою музыку под псевдонимом Tree.

## Карьера
Оливер начал свою карьеру в 2010 году с сольной записи под названием «Tree». Сначала он самостоятельно выпускал свою музыку, но в 2011 году подписал контракт с R&S Records. В конце концов он взял перерыв и вернулся в школу, изучать музыкальные технологии в Калифорнийском институте искусств.
В ноябре 2016 года он вернулся к музыке со своим телевизионным дебютом с диджеем Getter на шоу «Last Call with Carson Daly».
Вскоре после выхода «When I’m Down» Оливер подписал контракт с Atlantic Records, а через месяц окончил Калифорнийский институт искусств.
Три часто пишет, снимает и режиссирует комедийные скетчи и работает с такими компаниями, как Fuck Jerry, Barstool Sports и WorldStarHipHop.
В феврале 2018 года Tree выпустил свой дебютный EP Alien Boy вместе с двойным музыкальным клипом на песни «All That» и «Alien Boy». Три лично снял этот клип, на создание которого потратил более девяти месяцев. Он провел пять месяцев, занимаясь фристайлом на монстр-траках на автостраде Perris Auto, а также исполнил все эти трюки в клипе.
Оливер Три принимал участие в крупных фестивалях, таких как Lollapalooza и Outside Lands Music and Arts Festival, и выступал в качестве специального гостя на Coachella Valley Music and Arts Festival и EDC. Впоследствии он был назван журналом LA Weekly «Наиболее модным (и наиболее странным) на Coachella» в 2017 году.
Он был на разогреве в турах исполнителя Louis the Child Last to Leave Tour 2017 года и исполнителя Skizzy Mars Are You OK? Tour в 2018 году. Также было запланировано, что он присоединится к Lil Dicky и DJ Mustard в Life Lifeons Tour осенью 2018 года, однако он был отменён. Три гастролировал по Северной Америке и Европе с Хобо Джонсоном в 2018 году.
Модифицированная версия его трека «Movement» была использована в рекламе iPhone X в 2018 году.
7 декабря 2018 года Три выпустил свой второй музыкальный клип на сингл «Hurt» с его дебютного альбома Ugly Is Beautiful. Он отправился на Украину, с Бренданом Воганом, который стал режиссёром видео. Клип стоил 1 млн долларов, и Три выпустил документальный фильм о его создании. В первую неделю музыкальное видео на песню «Hurt» достигло одного миллиона просмотров, а песня получила значительное время в радиоэфире.
11 апреля 2019 года Tree выпустил свой третий клип на сингл «Fuck», который был выпущен в тот же день.
Его четвёртое музыкальное видео на сингл «Miracle Man» было выпущено 7 июня 2019 года, и в первый день этот ролик достиг 1,3 миллиона просмотров. 12 июня Оливер объявил, что проведет свой последний тур.
2 августа 2019 года Три выпустил EP Do You Feel Me, который получил тёплый приём критиков. Музыкальный критик Энтони Фантано поставил данному EP 7/10.
30 сентября 2021 года вышел совместный мини-альбом Оливера и Little Big – Welcome to the Internet, состоящий из четырёх треков. А также клипы к заглавной песне и композиции «Turn It Up», в записи которой участвовал эстонский рэпер Tommy Cash.

## Личная жизнь
Три года был в отношениях с музыкальной исполнительницей Мелани Мартинес.

## Дискография

#### Студийные Альбомы
| Название          | Детали                                                                                         |
| ----------------- | ---------------------------------------------------------------------------------------------- |
| Ugly Is Beautiful | - Дата выпуска: 17 июля 2020 - Лейбл: Atlantic - Формат: Цифровая загрузка, LP, кассета        |
| Cowboy Tears      | - Дата выпуска: 18 февраля 2022 - Лейбл: Atlantic - Формат: Цифровая загрузка, CD, LP, кассета |
| Alone In A Crowd  | - Дата выпуска: 29 сентября 2023 - Лейбл: Atlantic - Формат: Цифровая загрузка, CD, LP         |

#### Независимые альбомы
| Название                                  | Album details |
| ----------------------------------------- | --- |
| Splitting Branches (под псевдонимом Tree) | - Дата выпуска: 17 февраля 2013 - Лейбл: Вне лейбла - Формат: Цифровая загрузка, Spotify Трек-лист - 1. «People» (при уч. Lena Kuhn и Shelf Nunny) - 2. «Tully» (при уч. Kirsten Rosenberg и Shelf Nunny) - 3. «Artemecia» (при уч. Kirsten Rosenberg и Shelf Nunny) - 4. «Revival» (при уч. Kirsten Rosenberg) - 5. «From Reds to Blues» (при уч. Aeropsia) - 6. «Warrior» (при уч. Kirsten Rosenberg) - 7. «This Is Separation» (при уч. Shelf Nunny) - 8. «Universal» (при уч. Ariel Thiermann) - 9. «Sacred Elements» (при уч. Finn Rivera) |

### Мини-альбомы
| Название                                         | Детали                                                                                                   |
| ------------------------------------------------ | --- |
| Demons (под псевдонимом Tree)                    | - Дата выпуска: 12 августа 2013 - Лейбл: Apollo - Формат: Цифровая загрузка, 12" мини-альбом             |
| Alien Boy                                        | - Дата выпуска: 16 февраля 2018 - Лейбл: Atlantic - Формат: Цифровая загрузка, стриминг, 12" мини-альбом |
| Do You Feel Me?                                  | - Дата выпуска: 2 августа 2019 - Лейбл: Atlantic - Формат: Цифровая загрузка, стриминг                   |
| Welcome To The Internet (совместно с Little Big) | - Дата выпуска: 30 сентября 2021 - Лейбл: Atlantic - Формат: Цифровая загрузка, стриминг                 |

### Синглы

#### В качестве основного исполнителя
| Название                                        | Год  | Наивысшая позиция | Наивысшая позиция | Наивысшая позиция | Альбом            |
| Название                                        | Год  | US Alt.           | US Rock           | BEL (FL) Tip      | Альбом            |
| ----------------------------------------------- | ---- | ----------------- | ----------------- | ----------------- | ----------------- |
| «When I’m Down» (совместно с Whethan)           | 2016 | —                 | —                 | —                 | —                 |
| «Cheapskate»                                    | 2017 | —                 | —                 | —                 | —                 |
| «All You Ever Talk About» (совместно с Whethan) | 2017 | —                 | —                 | —                 | —                 |
| «Movement»                                      | 2018 | —                 | —                 | —                 | —                 |
| «Hurt»                                          | 2018 | 4                 | 11                | —                 | Ugly Is Beautiful |
| «Fuck»                                          | 2019 | —                 | —                 | —                 | Ugly Is Beautiful |
| «Miracle Man»                                   | 2019 | —                 | 22                | —                 | Ugly Is Beautiful |
| «Cash Machine»                                  | 2019 | —                 | 13                | 44                | Ugly Is Beautiful |
| «Cowboys Dont Cry»                              | 2022 | —                 | —                 | —                 | Cowboy Tears      |
| «Freaks&Geeks»                                  | 2022 | —                 | —                 | —                 | Cowboy Tears      |

#### В качестве приглашённого исполнителя
| Название                                                       | Год  | Наивысшая позиция | Наивысшая позиция | Альбом                  |
| Название                                                       | Год  | US                | FRA               | Альбом                  |
| -------------------------------------------------------------- | ---- | ----------------- | ----------------- | ----------------------- |
| «My Mind Is» (NVDES совместно с Oliver Tree)                   | 2016 | —                 | —                 | Life with Lobsters      |
| «Forget It» (Getter совместно с Oliver Tree)                   | 2016 | —                 | —                 | Radical Dude!           |
| «Running» (NVDES совместно с Oliver Tree)                      | 2018 | —                 | —                 | Vibe City Utah          |
| «Pumpidup» (Lorenzo совместно с Oliver Tree)                   | 2019 | —                 | 62                | Sex in the City         |
| «TURN IT UP» (Little Big совместно с Tommy Cash и Oliver Tree) | 2021 | —                 | —                 | Welcome To The Internet |